# Kedge Business School
KEDGE Business School är en fransk handelshögskola och grande école i Bordeaux och Marseille. Handelshögskolan skapades genom sammanslagningen av handelshögskolorna BEM Bordeaux Management School (ESC Bordeaux) och Euromed (ESC Marseille) år 2013.
Handelshögskolan har som policy att skicka i princip 100 % av sina studenter utomlands i ett år, och har hundratals internationella samarbeten med skolor över hela världen (HÉC Montréal, Sankt Gallen, Bocconi, University of Michigan). Bland de svenska högskolor och universitet som har utbyten med KEDGE finns Handelshögskolan i Stockholm, Jönköping International Business School,  Lunds universitet, Umeå universitet och Uppsala universitet.
Skolan innehar en så kallad Triple Accreditation (AACSB, AMBA, EQUIS).